# Fenchurch Street
Fenchurch Street est une avenue de la ville de Londres, Royaume-Uni.

## Situation et accès

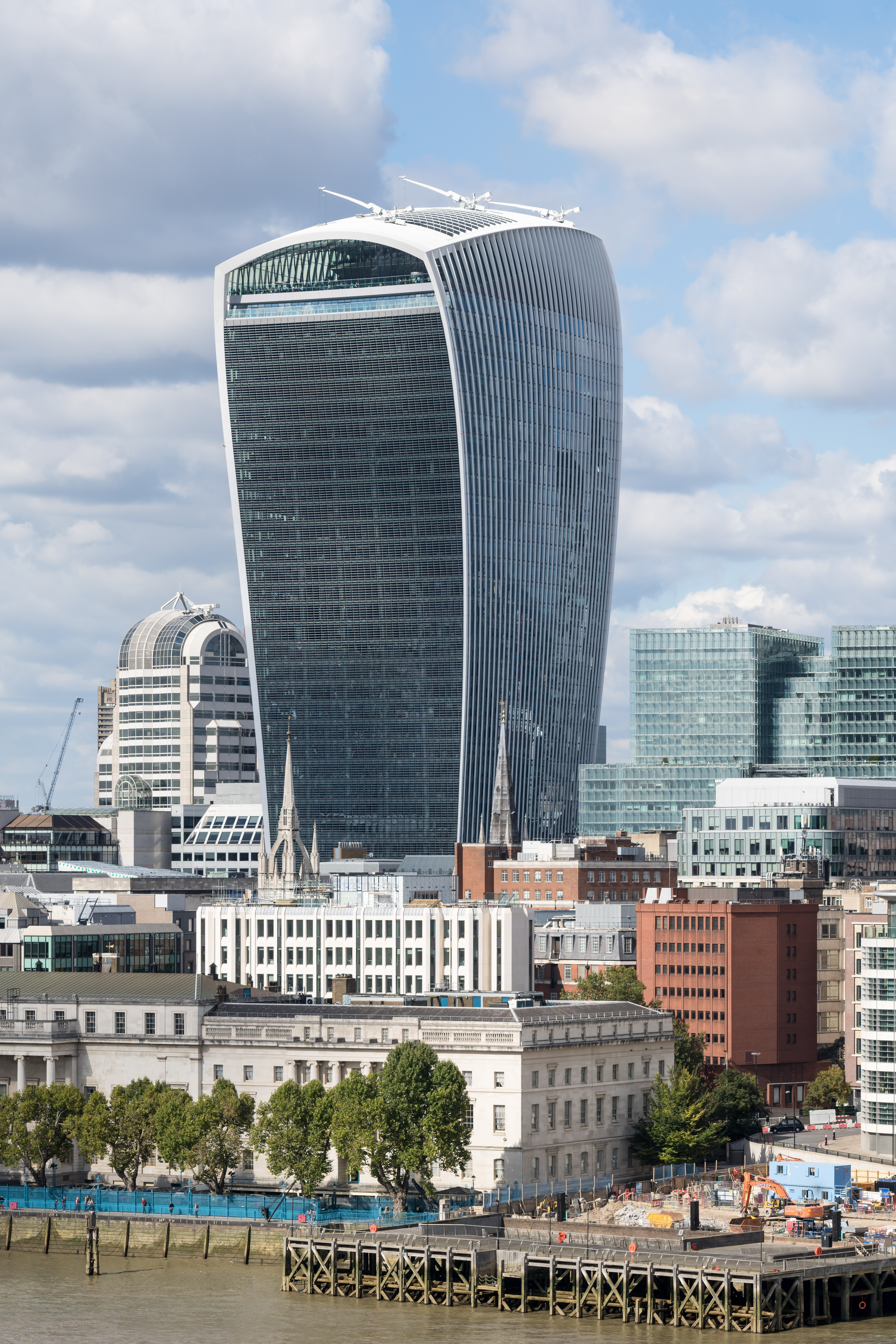
The 20 Fenchurch Street.

Elle est située dans le quartier de la City. Elle rejoint Aldgate à son extrémité est et Lombard Street et Gracechurch Street à l'ouest. La rue est bordée par de nombreux immeubles et gratte-ciel.
La station de métro la plus proche est Monument, desservie par les lignes  Circle  District.

## Bâtiments remarquables et lieux de mémoire
- No 20 : 20 Fenchurch Street, gratte-ciel à usage commercial surnommé le Talkie-Walkie en raison de sa forme ; ouvert en 2014 ; les trois derniers étages, accessibles au public, constituent le Sky Garden, espace comprenant terrasse, jardin, bar et restaurant et offrant au public une vue à 360° sur la ville.

- Gare de Fenchurch Street, (1853, 1881-1883[1]).